# دونا هاتاور
دونا هاتاور (بالإنجليزية: Donna Hightower)‏ هي مغنية ومغنية مؤلفة وعازفة جاز وممثلة أمريكية، ولدت في 28 ديسمبر 1926 في كاروثرزفيل في الولايات المتحدة، وتوفيت في 19 أغسطس 2013 في أوستن في الولايات المتحدة.

## وصلات خارجية
- دونا هاتاور على موقع IMDb (الإنجليزية)
- دونا هاتاور على موقع ميوزك برينز (الإنجليزية)
- دونا هاتاور على موقع أول ميوزيك (الإنجليزية)
- دونا هاتاور على موقع ديسكوغز (الإنجليزية)